# おひとりさま天国
「おひとりさま天国」（おひとりさまてんごく）は、日本の女性アイドルグループ乃木坂46の楽曲。2023年8月23日に乃木坂46の33作目のシングルとしてN46Div.から発売された。秋元康が作詞、Akira Sunset、丸谷マナブ、ha-j、遠藤ナオキが作曲した。楽曲のセンターポジションは井上和が初めて務めた。第74回NHK紅白歌合戦歌唱曲。

## 背景とリリース
CDシングルの発売は前作『人は夢を二度見る』以来、約5か月ぶり。6月18日深夜放送のテレビ東京系『乃木坂工事中』で発売が、25日深夜放送の同番組で選抜メンバーが、それぞれ発表された。7月22日に沖縄アリーナで開催された『真夏の全国ツアー2023』沖縄公演DAY1でタイトルが発表され、併せて初披露された。TV初披露は8月14日放送のTBS系『CDTVライブ！ライブ！真夏の4時間半スペシャル』。
Blu-ray付属の初回仕様限定盤Type-A・B・C・D、CDのみの通常盤の5形態で発売。初回仕様限定盤には全国イベント参加券かスペシャルプレゼント応募券1枚と、メンバー生写真1枚が封入される。
表題曲「おひとりさま天国」はどんなことでも1人が気楽でいいと歌った、夏を彩るダンスチューン。7月31日に井上和が出演したTOKYO FM『SCHOOL OF LOCK!』内の「乃木坂LOCKS! starring 井上和」でラジオ初解禁され、8月1日に各音楽配信サイトで先行配信された。
作詞を担当した秋元康は、2024年4月、TOKYO FMのTOKYO SPEAKEASYに出演した際『君の名は希望』『帰り道は遠回りしたくなる』『何度目の青空か?』の3曲を挙げ「ああいうものを望んでいるわけじゃん」と乃木坂ファンの求める楽曲像を理解した上で「神宮球場でライブをやる前だったから、インパクトのある曲がいいと思って」と『おひとりさま天国』を制作した意図を説明した。秋元は「絶対に『おひとりさま天国』って言ったときに、相当（文句などを）言われるだろうなと。手を抜いているとか」と否定的な反応が出ることを想定しており「今はどんなファストフード店に行ってもおひとりさまで行く人が多い。神宮球場のライブも全員が仲間と来ているわけじゃなくて、1人で来る人もいるでしょう。だから、その人たちが『おひとりで天国なんだよ』と、それが理解されるまで時間かかるんですよ」と曲に込められたメッセージを語った。秋元は「おひとりさま天国って何だよ、康いい加減本気出せって」という反応を目にしたことも明かし「もっとクソ曲って言ってほしい。クソ曲ってことは（心に）引っかかっているわけじゃん」とも話している。

## アートワーク
| Type-A 表 | 井上和                                                                                     |
| Type-B 表 | 賀喜遥香・山下美月                                                                         |
| Type-C 表 | 遠藤さくら・久保史緒里                                                                     |
| Type-D 表 | 五百城茉央・一ノ瀬美空・岩本蓮加・梅澤美波・田村真佑・与田祐希                             |
| 通常盤 表 | 池田瑛紗・伊藤理々杏・金川紗耶・川﨑桜・柴田柚菜・菅原咲月・筒井あやめ・中村麗乃・弓木奈於 |

5月下旬に東京都内のスタジオで撮影された。アーティスティックスイミングのような整列美と、メンバーの笑顔で楽しそうな表情を写し出すことがコンセプト。プールをイメージしたデザイン空間に水のグラフィック処理を加えたことで、爽やかなジャケット写真となった。撮影はファッションフォトグラフィーのフィールドで活躍する大辻隆広が担当。また、このコンセプトをモチーフにしたアーティスト写真もあわせて公開された。

## チャート成績
オリコン調べによると本作は初週56.6万枚を売り上げ、2023年8月29日付のオリコン週間シングルランキングで初登場1位を獲得した。これで、2012年5月14日付の『おいでシャンプー』から32作連続・通算32作目の同ランキング1位獲得となった。
SoundScan Japanのデータによると初週71万3642枚を売り上げ、8月30日公開のBillboard Japan Top Singles Salesで1位を獲得した。

## 受賞歴
『MTV Video Music Awards Japan 2023』 Best Group Video-Japan-（最優秀邦楽グループビデオ賞）

## ミュージック・ビデオ
おひとりさま天国
監督：伊藤衆人
7月下旬に都内のスタジオで3日間にわたって撮影された。メンバーが全員バラバラの「おひとりさま」を満喫することがテーマで、実際に各メンバーの趣味趣向に合わせたセットで撮影。本人の私物がセットに飾られているメンバーもおり、見所のひとつとなっている。
踏んでしまった
監督：Riku Ozama（FUBI）
7月中旬頃に東京都江東区の豊洲市場屋上で撮影され「ありえない場所にいる」ことがコンセプト。4期生の松尾美佑が初センターを務め、激しいバンドサウンドとなった。
マグカップとシンク
監督：林希
8月上旬に都内各所で撮影された。音楽の世界でなかなか結果が出ない遠藤と、絵を描くのは好きだけど何を描けばいいかわからない賀喜が偶然出会う物語。遠藤の美しいダンスに魅了され、その映像で自分のダンスを練習したという賀喜。ラストに映し出される「Sakura」のジャケット写真は賀喜本人の書き下ろし。
考えないようにする
監督：大久保拓朗
冨里奈央が自身初のセンターを務める。8月上旬に静岡県静岡市で撮影され「考えないようにする」ことと「つい考えてしまう」ことの狭間がコンセプト。撮影地の1つとなった静岡県立美術館にはロダンの『考える人』『地獄の門』が展示されており、特別な許可を得てダンスシーンを撮影。

## シングル収録トラック

### Type-A
| #         | タイトル                                | 作詞      | 作曲                                       | 編曲           | 時間  |
| --------- | --------------------------------------- | --------- | ------------------------------------------ | -------------- | ----- |
| 1.        | 「おひとりさま天国」                    | 秋元康    | Akira Sunset、丸谷マナブ、ha-j、遠藤ナオキ | APAZZI         | 4:15  |
| 2.        | 「踏んでしまった」                      | 秋元康    | yoss                                       | 野口大志、yoss | 4:03  |
| 3.        | 「誰かの肩」                            | 秋元康    | 山田智和                                   | 住谷翔平       | 5:33  |
| 4.        | 「おひとりさま天国 ～off vocal ver.～」 |           | Akira Sunset、丸谷マナブ、ha-j、遠藤ナオキ | APAZZI         | 4:15  |
| 5.        | 「踏んでしまった ～off vocal ver.～」   |           | yoss                                       | 野口大志、yoss | 4:03  |
| 6.        | 「誰かの肩 ～off vocal ver.～」         |           | 山田智和                                   | 住谷翔平       | 5:32  |
| 合計時間: | 合計時間:                               | 合計時間: | 合計時間:                                  | 合計時間:      | 27:41 |

| #  | タイトル                     | 作詞 | 作曲・編曲 | 監督     |
| -- | ---------------------------- | ---- | ---------- | -------- |
| 1. | 「五百城茉央：IOKI 1000%」   |      |            | 今原電気 |
| 2. | 「井上和：父の定年」         |      |            | 林希     |
| 3. | 「奥田いろは：Bande A Part」 |      |            | 頃安祐良 |

### Type-B
| #         | タイトル                                  | 作詞      | 作曲                                       | 編曲           | 時間  |
| --------- | ----------------------------------------- | --------- | ------------------------------------------ | -------------- | ----- |
| 1.        | 「おひとりさま天国」                      | 秋元康    | Akira Sunset、丸谷マナブ、ha-j、遠藤ナオキ | APAZZI         | 4:15  |
| 2.        | 「踏んでしまった」                        | 秋元康    | yoss                                       | 野口大志、yoss | 4:03  |
| 3.        | 「マグカップとシンク」                    | 秋元康    | COMiNUM、TomoLow                           | TomoLow        | 3:28  |
| 4.        | 「おひとりさま天国 ～off vocal ver.～」   |           | Akira Sunset、丸谷マナブ、ha-j、遠藤ナオキ | APAZZI         | 4:15  |
| 5.        | 「踏んでしまった ～off vocal ver.～」     |           | yoss                                       | 野口大志、yoss | 4:03  |
| 6.        | 「マグカップとシンク ～off vocal ver.～」 |           | COMiNUM、TomoLow                           | TomoLow        | 3:27  |
| 合計時間: | 合計時間:                                 | 合計時間: | 合計時間:                                  | 合計時間:      | 23:31 |

| #  | タイトル                               | 作詞 | 作曲・編曲 | 監督         |
| -- | -------------------------------------- | ---- | ---------- | ------------ |
| 1. | 「小川彩：あやは反抗期」               |      |            | マツオユキコ |
| 2. | 「川﨑桜：さくらのさくっとクッキング」 |      |            | MAI          |
| 3. | 「中西アルノ：アルノーマリティー」     |      |            | 神谷雄貴     |

### Type-C
| #         | タイトル                                  | 作詞      | 作曲                                       | 編曲             | 時間  |
| --------- | ----------------------------------------- | --------- | ------------------------------------------ | ---------------- | ----- |
| 1.        | 「おひとりさま天国」                      | 秋元康    | Akira Sunset、丸谷マナブ、ha-j、遠藤ナオキ | APAZZI           | 4:15  |
| 2.        | 「踏んでしまった」                        | 秋元康    | yoss                                       | 野口大志、yoss   | 4:03  |
| 3.        | 「考えないようにする」                    | 秋元康    | 杉山勝彦                                   | 杉山勝彦、谷地学 | 4:49  |
| 4.        | 「おひとりさま天国 ～off vocal ver.～」   |           | Akira Sunset、丸谷マナブ、ha-j、遠藤ナオキ | APAZZI           | 4:15  |
| 5.        | 「踏んでしまった ～off vocal ver.～」     |           | yoss                                       | 野口大志、yoss   | 4:03  |
| 6.        | 「考えないようにする ～off vocal ver.～」 |           | 杉山勝彦                                   | 杉山勝彦、谷地学 | 4:48  |
| 合計時間: | 合計時間:                                 | 合計時間: | 合計時間:                                  | 合計時間:        | 26:13 |

| #  | タイトル                                          | 作詞 | 作曲・編曲 | 監督       |
| -- | ------------------------------------------------- | ---- | ---------- | ---------- |
| 1. | 「池田瑛紗：ある女」                              |      |            | 高野寛地   |
| 2. | 「一ノ瀬美空：片腕ドリル彼女 みーぎゅんぎゅん！」 |      |            | 伊藤衆人   |
| 3. | 「菅原咲月：何%かわいい？」                       |      |            | 矢野友里恵 |
| 4. | 「冨里奈央：私の笑顔を、返して！」                |      |            | 月田茂     |

### Type-D
| #         | タイトル                                | 作詞      | 作曲                                       | 編曲           | 時間  |
| --------- | --------------------------------------- | --------- | ------------------------------------------ | -------------- | ----- |
| 1.        | 「おひとりさま天国」                    | 秋元康    | Akira Sunset、丸谷マナブ、ha-j、遠藤ナオキ | APAZZI         | 4:15  |
| 2.        | 「踏んでしまった」                      | 秋元康    | yoss                                       | 野口大志、yoss | 4:03  |
| 3.        | 「お別れタコス」                        | 秋元康    | 中谷信行                                   | 中谷信行       | 4:32  |
| 4.        | 「おひとりさま天国 ～off vocal ver.～」 |           | Akira Sunset、丸谷マナブ、ha-j、遠藤ナオキ | APAZZI         | 4:15  |
| 5.        | 「踏んでしまった ～off vocal ver.～」   |           | yoss                                       | 野口大志、yoss | 4:03  |
| 6.        | 「お別れタコス ～off vocal ver.～」     |           | 中谷信行                                   | 中谷信行       | 4:31  |
| 合計時間: | 合計時間:                               | 合計時間: | 合計時間:                                  | 合計時間:      | 25:39 |

| #  | タイトル                 | 作詞 | 作曲・編曲 | 監督 |
| -- | ------------------------ | ---- | ---------- | ---- |
| 1. | 「さざ波は戻らない」     |      |            |      |
| 2. | 「自惚れビーチ」         |      |            |      |
| 3. | 「嫉妬の権利」           |      |            |      |
| 4. | 「誰よりもそばにいたい」 |      |            |      |

### 通常盤
| #         | タイトル                                | 作詞      | 作曲                                       | 編曲                | 時間  |
| --------- | --------------------------------------- | --------- | ------------------------------------------ | ------------------- | ----- |
| 1.        | 「おひとりさま天国」                    | 秋元康    | Akira Sunset、丸谷マナブ、ha-j、遠藤ナオキ | APAZZI              | 4:15  |
| 2.        | 「踏んでしまった」                      | 秋元康    | yoss                                       | 野口大志、yoss      | 4:03  |
| 3.        | 「命の冒涜」                            | 秋元康    | ミノシマシンゴ、新Q                        | 新Q、ミノシマシンゴ | 3:56  |
| 4.        | 「おひとりさま天国 ～off vocal ver.～」 |           | Akira Sunset、丸谷マナブ、ha-j、遠藤ナオキ | APAZZI              | 4:15  |
| 5.        | 「踏んでしまった ～off vocal ver.～」   |           | yoss                                       | 野口大志、yoss      | 4:03  |
| 6.        | 「命の冒涜 ～off vocal ver.～」         |           | ミノシマシンゴ、新Q                        | 新Q、ミノシマシンゴ | 3:55  |
| 合計時間: | 合計時間:                               | 合計時間: | 合計時間:                                  | 合計時間:           | 24:27 |

### Special Edition
| 全作詞: 秋元康。 |                        |           |                                            |                     |      |
| #                | タイトル               | 作詞      | 作曲                                       | 編曲                | 時間 |
| 1.               | 「おひとりさま天国」   | 秋元康    | Akira Sunset、丸谷マナブ、ha-j、遠藤ナオキ | APAZZI              | 4:15 |
| 2.               | 「踏んでしまった」     | 秋元康    | yoss                                       | 野口大志、yoss      | 4:03 |
| 3.               | 「誰かの肩」           | 秋元康    | 山田智和                                   | 住谷翔平            | 5:33 |
| 4.               | 「マグカップとシンク」 | 秋元康    | COMiNUM、TomoLow                           | TomoLow             | 3:28 |
| 5.               | 「考えないようにする」 | 秋元康    | 杉山勝彦                                   | 杉山勝彦、谷地学    | 4:49 |
| 6.               | 「お別れタコス」       | 秋元康    | 中谷信行                                   | 中谷信行            | 4:32 |
| 7.               | 「命の冒涜」           | 秋元康    | ミノシマシンゴ、新Q                        | 新Q、ミノシマシンゴ | 3:56 |
| 合計時間:        | 合計時間:              | 合計時間: | 合計時間:                                  | 30:36               |      |

## 歌唱メンバー

### おひとりさま天国
（センター：井上和）
- 3列目：中村麗乃、筒井あやめ、川﨑桜、弓木奈於、池田瑛紗、金川紗耶、菅原咲月、柴田柚菜、伊藤理々杏
- 2列目：岩本蓮加、一ノ瀬美空、与田祐希、梅澤美波、 五百城茉央、田村真佑
- 1列目：山下美月、賀喜遥香、井上和、遠藤さくら、久保史緒里

5期生の井上和が表題曲で初のセンターを務める。選抜メンバーは前作と同じ20人で、前2列が十一福神。前作の選抜メンバーからは、卒業した早川聖来が不参加、佐藤璃果、松尾美佑以外の全メンバーが今作でも選抜入りしている。 5期生の池田瑛紗が初の選抜入り、3期生の中村麗乃が加入7年目にして初の選抜入りを果たしたほか、同じく3期生の伊藤理々杏が23rdシングル「Sing Out!」以来10作ぶりに選抜復帰し、5期生の一ノ瀬美空、五百城茉央が初の福神、岩本蓮加は30thシングル「好きというのはロックだぜ!」以来の福神復帰となった。

### 踏んでしまった
（センター：松尾美佑）
- 3期生：阪口珠美、佐藤楓、向井葉月、吉田綾乃クリスティー
- 4期生：黒見明香、佐藤璃果、清宮レイ、松尾美佑、矢久保美緒
- 5期生：小川彩、奥田いろは、冨里奈央、中西アルノ

アンダーメンバーによる楽曲。

### 誰かの肩
- 池田瑛紗、五百城茉央、一ノ瀬美空、伊藤理々杏、井上和、岩本蓮加、梅澤美波、遠藤さくら、賀喜遥香、金川紗耶、川﨑桜、久保史緒里、柴田柚菜、菅原咲月、田村真佑、筒井あやめ、中村麗乃、山下美月、弓木奈於、与田祐希

選抜メンバーによる楽曲。

### マグカップとシンク
- 遠藤さくら、賀喜遥香[14]

### 考えないようにする
（センター：冨里奈央）
- 五百城茉央、池田瑛紗、一ノ瀬美空、井上和、小川彩、奥田いろは、川﨑桜、菅原咲月、冨里奈央、中西アルノ

5期生による楽曲。

### お別れタコス
- 梅澤美波、田村真佑、中村麗乃、弓木奈於[14]

### 命の冒涜
- 小川彩、奥田いろは、柴田柚菜、菅原咲月、冨里奈央、中西アルノ、松尾美佑

千葉県出身メンバーによるユニット曲。